# Pico Vogel
El Pico Vogel (en inglés: Vogel Peak) es un pico de 1350 m s. n. m. ubicado a unos tres kilómetros al sureste del paso Ross en la cordillera Salvesen en Georgia del Sur, un territorio ubicado en el océano Atlántico Sur, cuya soberanía está en disputa entre el Reino Unido el cual las administra como «Territorio Británico de Ultramar de las islas Georgias del Sur y Sandwich del Sur», y la República Argentina que las integra al Departamento Islas del Atlántico Sur, dentro de la Provincia de Tierra del Fuego, Antártida e Islas del Atlántico Sur.
El nombre Matterhorn fue dada por el grupo alemán de las investigaciones del Año Polar Internacional de 1882 yb 1883. Pero el nombre quedó en el olvido y uno nuevo fue propuesto por el Comité Antártico de Lugares Geográficos del Reino Unido (UK-APC) en 1957. Fue nombrado por el doctor P. Vogel, segundo al mando, físico y meteorólogo de la expedición alemana de 1882 y 1883 que hizo los primeros estudios glaciológicos en Georgia del Sur.